# Supermassive Black Hole
Supermassive Black Hole är en låt av det engelska rockbandet Muse. Låten finns på albumet Black Holes and Revelations och den släpptes som singel 2006. Supermassive Black Hole innebar början på en ny inriktning för bandet, eftersom trummisen Dominic Howard skapade ett poppigt R&B-beat åt låten. Detta gjorde att Muse blev kända för helt nya målgrupper i och med att den var med på soundtracket i den populära vampyrfilmen Twilight. Låten figurerade även på spelet FIFA 2007, vilket också har bidragit till all uppmärksamhet.